# علوم وتقنية في الجزائر
منذ استقلالها حققت الجزائر تقدم تقني كبير خصوصاً في صناعات الصلب والبتروكيمياويات، مع ذلك لا تزال الجزائر تعاني نقص حاد في العمال المهرة وتعتمد اعتماداً كبيراً على التقنيات الأجنبية.

## الجامعات والبحث العلمي

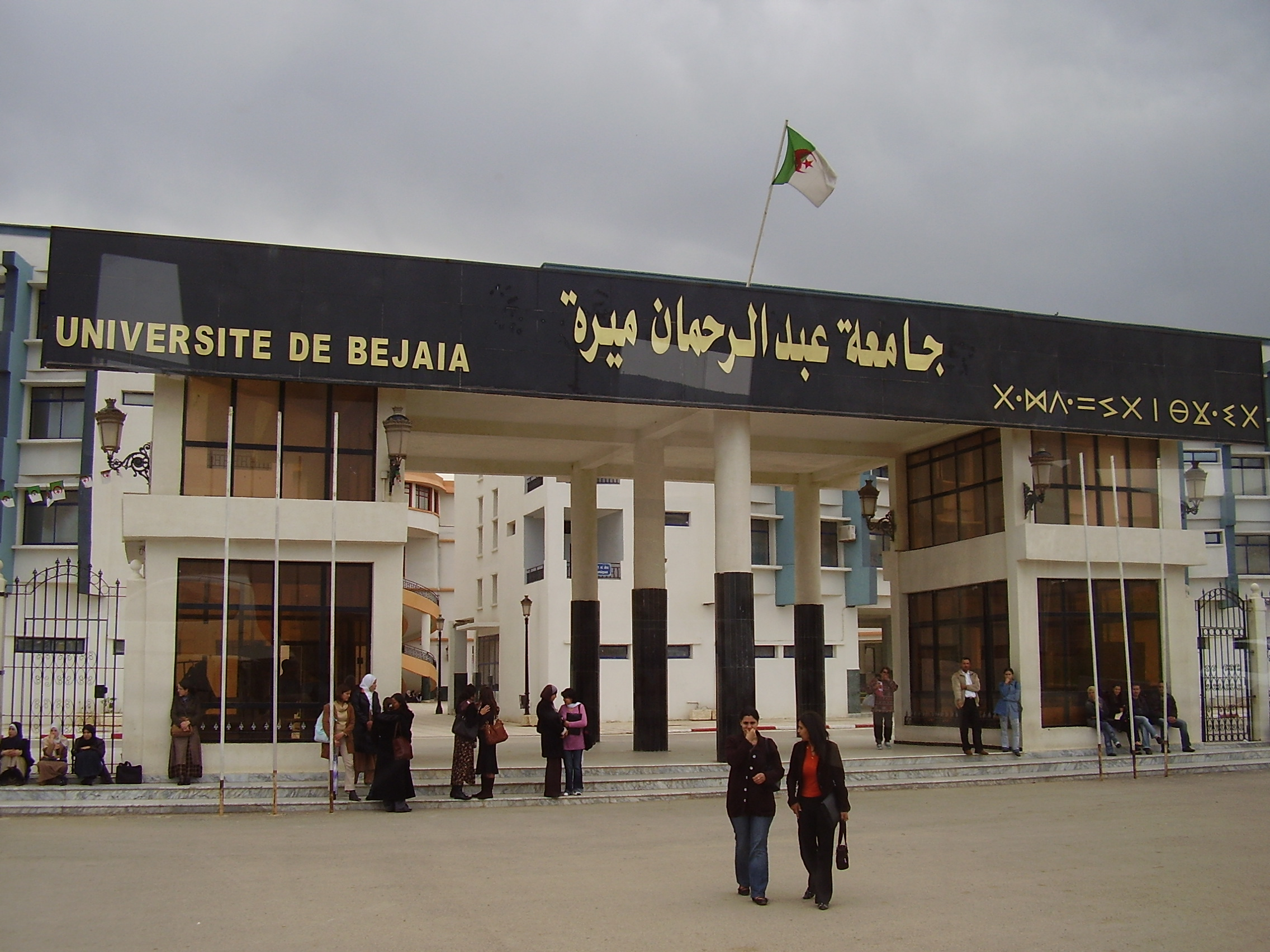
مدخل جامعة عبد الرحمان ميرة ببجاية

التعليم العالي: تضم الشبكة الجامعية الجزائرية واحد وتسعون مؤسسة تعليم عالي موزعة على كامل أنحاء البلاد (48 ولاية)، منها سبعة وأربعون جامعة وعشر مراكز جامعية وتسعة عشرة مدرسة وطنية عليا وخمس مدارس عليا وعشر مدارس تحضيرية. تشمل شبكة البحث العلمي أحد عشر مركز بحث وأربع وحدات بحث وثلاث وكالات أبحاث بالإضافة إلى مختبرات بحوث عديدة.
بلغ عدد الطلبة الجزائريين في الموسم الجامعي 2012-2013 حوالي 1.141.661 طالب بالإضافة إلى 7672 طالب أجنبي يسهر على خدمتهم 59 مديرية خدمات جامعية في حوالي 388 إقامة جامعية، يستفيد 75.5 % منهم من المنح الجامعية و 39 % من حق الإيواء.
| إسم الجامعة أو المؤسسة                     | المدينة  | الترتيب الوطني | الترتيب الإفريقي | الترتيب العالمي |
| جامعة العلوم والتكنولوجيا هواري بومدين     | الجزائر  | 1              | 29               | 2756            |
| جامعة الجزائر                              | الجزائر  | 2              | 47               | 3833            |
| جامعة منتوري                               | قسنطينة  | 3              | 48               | 3962            |
| جامعة باجي مختار                           | عنابة    | 4              | 49               | 3996            |
| جامعة السانية                              | وهران    | 5              | 50               | 4015            |
| جامعة الحاج لخضر                           | باتنة    | 6              | 64               | 4332            |
| جامعة أبي بكر بلقايد                       | تلمسان   | 7              | 78               | 4951            |
| جامعة مولود معمري                          | تيزي وزو | 8              | 87               | 5065            |
| المدرسة الوطنية العليا للإعلام الآلي       | الجزائر  | 9              | بعد الـ 100      | 5758            |
| المدرسة الوطنية المتعددة التقنيات بالجزائر | الجزائر  | 10             | بعد الـ 100      | 5797            |

وضعية البحث العلمي في الجزائر: أصدرت الجزائر عام 1996 في عز العشرية السوداء 368 بحث علمي متخلفة عن جارتيها المغرب وتونس 809 و 427 بحث علمي على التوالي. للمقارنة في نفس السنة أصدرت إيران 810 بحث وهو رقم مساوي للمنتوج العلمي للمغرب متصدرة الدول المغاربية آنذاك.
خمسة عشرة سنة كانت كافية لقلب هذه الموازين رأساً على عقب، ففي سنة 2011 المغرب متصدر القائمة سابقاً تراجع للمرتبة الثالثة بـ 2737 بحث علمي بعد كل من تونس والجزائر بـ 4943 و 3264 بحث علمي على التوالي في حين ابتعدت إيران عن متصدر القائمة المغاربية تونس بـ سبعة أضعاف ونصف تقريباً بـ 36803 بحث علمي.
البحث العلمي والابتكارات: ساهم العلماء من أصول جزائرية مساهمات لابأس بها في الأوساط العلمية الدولية. فمن أقدم المخترعين الجزائريين الذين سجلوا براءات اختراع نجد علياو الطيب عن ابتكاريه تحسينات في تسديد وختم الزجاجات والعلب والأوعية الأخرى و تحسين سلامة مصفات الصمام عام 1895. ومن أكثرهم انتاجاً بلقاسم حبة بـ 244 براءة اختراع ويحياوي علي بـ 111.
تضم قائمة العلماء الجزائريين الذين سجلوا براءات اختراع 536 عالماً بـ 2872 اختراع، لا يعيش سوى 183 منهم في الجزائر و353 موزعين بين دول غربية مختلفة كما هو موضح في الجدول أدناه:
| الترتيب | الدولة                     | عدد المخترعين | النسبة من العدد الكلي |
| 1       | الجزائر                    | 183           | 34.14 %               |
| 2       | فرنسا                      | 150           | 27.98 %               |
| 3       | الولايات المتحدة الأمريكية | 105           | 19.59 %               |
| 4       | كندا                       | 33            | 6.15 %                |
| 5       | بريطانيا العظمى            | 20            | 3.73 %                |
| 6       | سويسرا                     | 14            | 2.61 %                |
| 7       | ألمانيا                    | 10            | 1.86 %                |
| 8       | بلجيكا                     | 5             | 0.93 %                |
| 9       | هولندا                     | 4             | 0.74 %                |
| 10      | إسبانيا                    | 3             | 0.56 %                |
| 11      | روسيا                      | 3             | 0.56 %                |
| 12      | السويد                     | 2             | 0.37 %                |
| 13      | أستراليا                   | 2             | 0.37 %                |
| 14      | الإمارات العربية المتحدة   | 2             | 0.37 %                |
| 15      | الدنمارك                   | 1             | 0.18 %                |
| 16      | المجر                      | 1             | 0.18 %                |
| 17      | النمسا                     | 1             | 0.18 %                |
| 18      | سنغافورة                   | 1             | 0.18 %                |
| 19      | إيطاليا                    | 1             | 0.18 %                |
| 20      | لوكسمبورغ                  | 1             | 0.18 %                |
| 21      | النرويج                    | 1             | 0.18 %                |

## علوم الأحياء

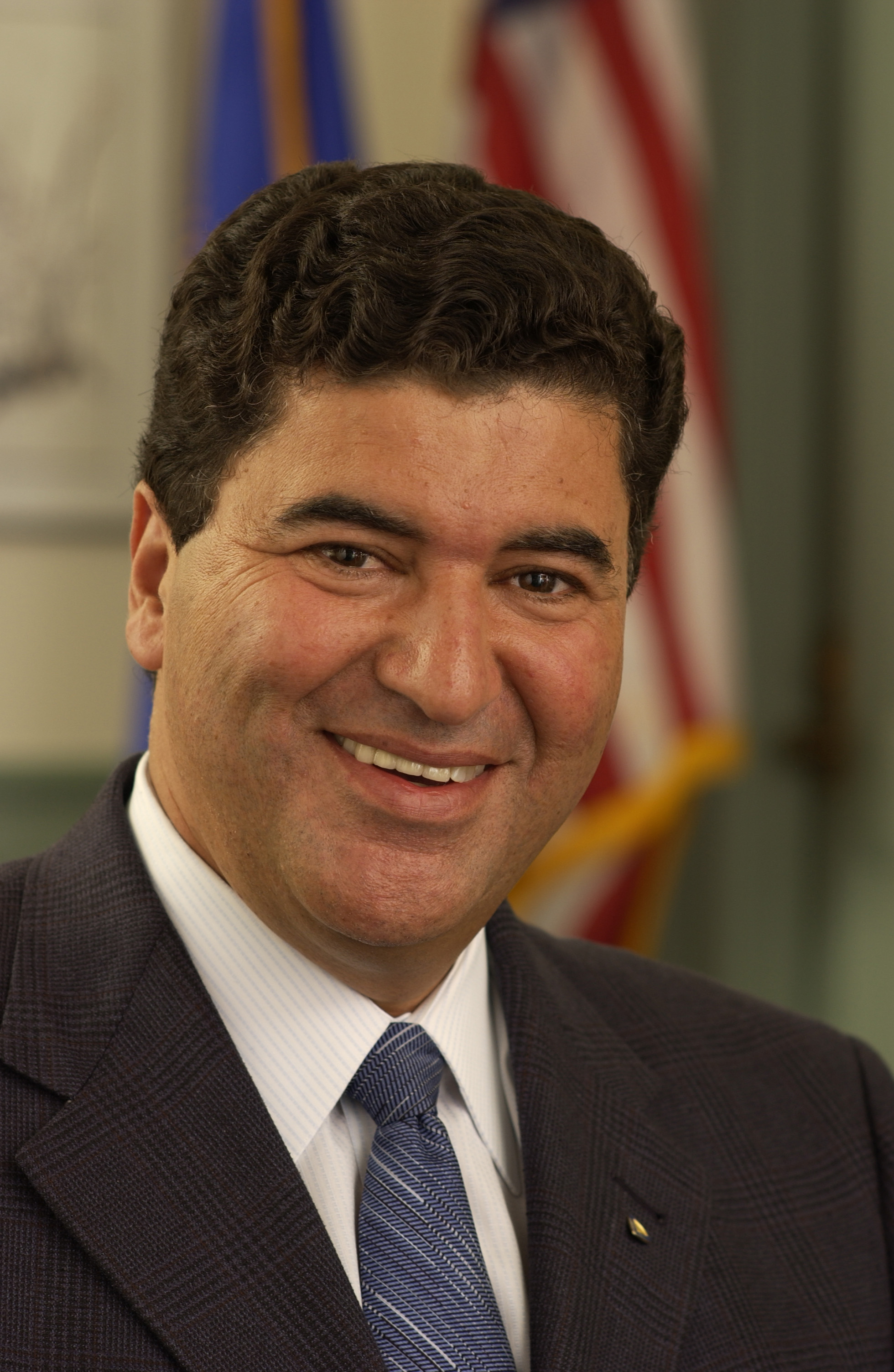
البروفيسور إلياس زرهوني

علوم الصحة والطب: تنفق الجزائر 3.9 % من الناتج المحلي الإجمالي على الخدمات الصحية وهو ما يمثل 374 دولار أمريكي على الفرد الواحد عام 2011.
ساهم الجزائريون في تطوير العلوم الصحية والطب الحديث وذلك بباحثين من أمثال البروفيسور صنهاجي كمال الباحث المتخصص في السيدا والذي يعمل على نظرية العلاج الجيني للسيدا
له العديد من الكتب منها كتاب عنوانه السيدا. وأكثر من مئة منشورا في المجلات العلمية الدولية. نجد كذالك البروفيسور إلياس زرهوني صاحب تسع براءات اختراع ومدير معاهد الصحة الوطنية الأمريكية (2002-2008)
علوم الصيدلة: تنتج الجزائر 35 % من حاجياتها الصيدلانية ولها القدرة على تطوير هذه النسبة لتصل إلى 70 %، لكن هذه النسبة لا تشمل كل أنواع الأدوية فأدوية السرطان مثلاً ستدخل حيز الإنتاج بشراكة جزائرية-كويتية (17 صنف) بعد العام 2013. من جانب آخر حاز المخبر الجزائري لمراقبة المواد الصيدلانية على ثقة منظمة الصحة العالمية منذ العام 2003 وهو يعمل على مراقبة المواد الصيدلانية المنتجة محلياً أو المستوردة ويحرص على مطابقتها للمواصفات الدولية. تطور عدد اكتشافات العقاقير بالجزائر من واحد عام 1996 إلى سبعة عام 2007 ثم سبعة عشرة عام 2011
علوم النبات: يعتبر البروفيسور دومانجي أشهر علماء النبات بالجزائر وهو الذي اكتشف عام 2001 نوعاً جديداً من ديدان الأرض (بالإنجليزية: Prosellodrilus doumandji i n. sp.)‏ كما كان له العديد من الكتب والمنشورات العلمية الدولية.

## علوم الفلك والفيزياء الفلكية والجيوفيزياء

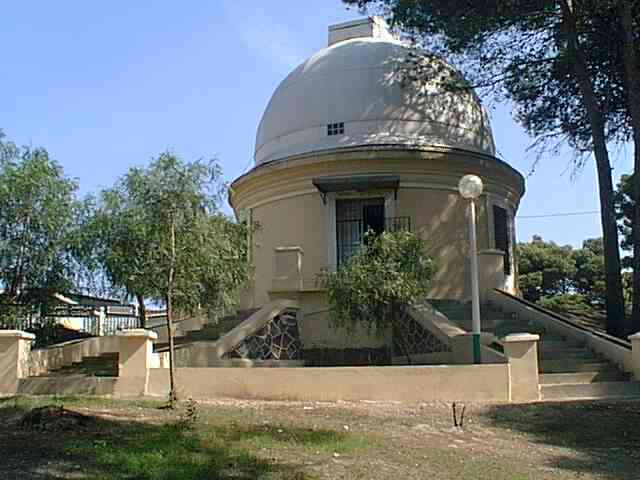
مرصد الجزائر.

يعود تاريخ أقدم مرصد فلكي إلى عام 1890 والذي شيده الفرنسيون ببوزريعة، انطلاقاً منه ومن معهد فيزياء الأرض بالجزائر (1931) تأسس عام 1985 مركز البحث في علم الفلك والفيزياء الفلكية والجيوفيزياء.
تعكف الكثير من الجامعات الجزائرية على تدريس علوم الفلك والفيزياء الفلكية والجيوفيزياء ومن أبرزها جامعة هواري بومدين للعلوم والتقنية والمدرسة الوطنية المتعددة التقنيات بالجزائر، يضمن هذا التكوين مجموعة من الأساتذة والعلماء المتخصصين.
يقوم الباحثون والعلماء الجزائريون في علم الفلك بتبادل خبراتهم مع نظرائهم العرب والغربيين قصد تحيين المعلومات والوقوف على آخر ما وصل إليه العلم.

## التقنيات الفضائية

شعار الوكالة الفضائية الجزائرية

تأسست الوكالة الفضائية الجزائرية ببوزريعة في 16 جانفي 2002 وهي هيئة عمومية مهمّتها التكفّل بالبرنامج الفضائي الجزائري والإشراف على الأقمار الصناعية الجزائرية والتي أطلق أولها وهو آلسات 1 بتاريخ 28 نوفمبر 2002 من قاعدة روسية والثاني (السات 2) أطلق بتاريخ 12 جويلية 2010 من قاعدة هندية.
قالت بعض المصادر أن الجزائر بدأت تأهيل قاعدة حماقير عام 2007 إستعداداً لإطلاق القمر الصناعي السات 3 بتاريخ 26 ماي 2010 وهو مالم يحدث في حينه، إلا أن وزير الاتصالات الجزائري عاد وأكد اعتزام البلاد إطلاق القمر الصناعي السات 3 المخصص للإتصالات بين سنتي 2013 و2014 لكنه لم يحدد مكان إطلاقه.
ستنضم الجزائر سنة 2014، في مشروع دولي لإنجاز وتصميم تليسكوب فضائي عملاق «جيم أوزو» تابع للمحطة الفضائية الدولية، يهدف لاكتشاف خبايا منبع الجزيئات ذات طاقة كبيرة التي لم تتم ملاحظتها عبر الكون، يجمع هذا المشروع أزيد من 300 باحث علمي لتنفيذه يمثلون 15 دولة تابعون لـ80 معهدا ووكالة مرموقة من بينها وكالة ناسا الأمريكية ووكالة الفضاء اليابانية «جاكسا»، وستشارك الجزائر بـ31 باحثا جزائريا يشاركون في المشروع تابعين لخمس جامعات (عنابة، قسنطينة، المسيلة، تلمسان، جيجل) إلى جانب مركز تنمية التكنولوجيات المتطورة ووحدته بسطيف ومركز البحث في علم الفلك والفيزياء الفلكية والجيوفيزياء.

## التقنيات النووية
أطلق البرنامج النووي الجزائري عام 1981 من قبل الجيش الوطني الشعبي بمساعدة الأرجنتين ثم جمهورية الصين الشعبية. نفت الجزائر من حينها أي أغراض عسكرية لبرنامجها النووي وأمضت عام 1995 معاهدة الحد من انتشار الأسلحة النووية لكن بعض المصادر مثل مركز الاستخبارات الوطني الإسباني قال في عام 1998 «الجزائر لديها النية لإنتاج البلوتونيوم المستخدم في صنع الأسلحة، وهي مادة قادرة على إنتاج سلاح نووي.»
قامت الجزائر بتشييد:
المفاعل النووي نور (الجزائر) الواقع بالدرارية قرب الجزائر العاصمة تبلغ قوته واحد ميجاوات ويعمل بالماء الخفيف، وهو مفاعل أبحاث مخصص لاستخدام اليورانيوم المخصب ب 20 %. تم بنائه بالتنسيق مع الأرجنتين وافتتح رسميا في عام 1989.
المفاعل النووي السلام (الجزائر)، هو مفاعل أبحاث جزائري مخصص لإنتاج المواد الصيدلانية الإشعاعية، يمكنه إنتاج قوة قدرها 15 ميجاوات. تم بنائه بتنسيق مع الصين بمنطقة عين وسارة (150 كلم جنوب الجزائر العاصمة) ودخل الخدمة منذ عام 1993 ويعمل بالماء الثقيل وهو خاضع لمراقبة الوكالة الدولية للطاقة الذرية.

## تقنيات النانو
باعتبار تقنيات النانو أو ما يعرف بتقنيات الصغائر إحدى العلوم الحديثة بدأت عشر جامعات جزائرية بتقديم بحوثها في هذا المجال والتي قدر مجموعها بين سنتي 2006 و2008 بـ 250 بحث وتحتل بذلك الجزائر المرتبة الرابعة بعد كل من تركيا ومصر وتونس (الدول المتوسطية شريكة الاتحاد الأوربي) بنسبة 7.6 % والمرتبة السابعة والخمسون عالمياً بنسبة 0.1 %.
| الرتبة | الجامعة                                | المدينة     | عدد البحوث المقدمة |
| 1      | جامعة العلوم والتكنولوجيا هواري بومدين | الجزائر     | 39                 |
| 2      | جامعة منتوري                           | قسنطينة     | 32                 |
| 3      | جامعة عبد الرحمان ميرة                 | بجاية       | 30                 |
| 4      | جامعة فرحات عباس                       | سطيف        | 30                 |
| 5      | جامعة باجي المختار                     | عنابة       | 28                 |
| 6      | جامعة جيلالي اليابس                    | سيدي بلعباس | 25                 |
| 7      | وحدة تنمية تكنولوجيا السيليكون         | الجزائر     | 19                 |
| 8      | جامعة السانية                          | وهران       | 18                 |
| 9      | جامعة محمد بوضياف للعلوم والتكنلوجيا   | وهران       | 15                 |
| 10     | جامعة أبي بكر بلقايد                   | تلمسان      | 14                 |

## الرياضيات

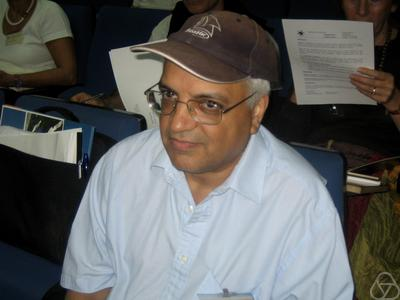
عالم الرياضيات الجزائري مبخوت زغمان

ساهم العلماء الجزائريون منذ القدم في تطور علم الرياضيات، نذكر على سبيل المثال ابن حمزة المغربي (القرن 10هـ / 16 م) صاحب كتاب تحفة الإعداد لذوى الرشد والسداد و كتاب تحفة الأعداد في الحساب أما في العصر الحديث فقد اشتهر مبخوت زغمان (مواليد 1949) الذي عرف بأعماله حول التحليل الجبري والهندسة الرياضية ونظرية التمثيل وأكثر تحديداً بنظرية نماذج-د (D-modules).
اشتهر البروفيسور أحمد جبار بتخصصه في تاريخ الرياضيات بجامعة العلوم والتكنلوجيا بليل.